# Fortalicja

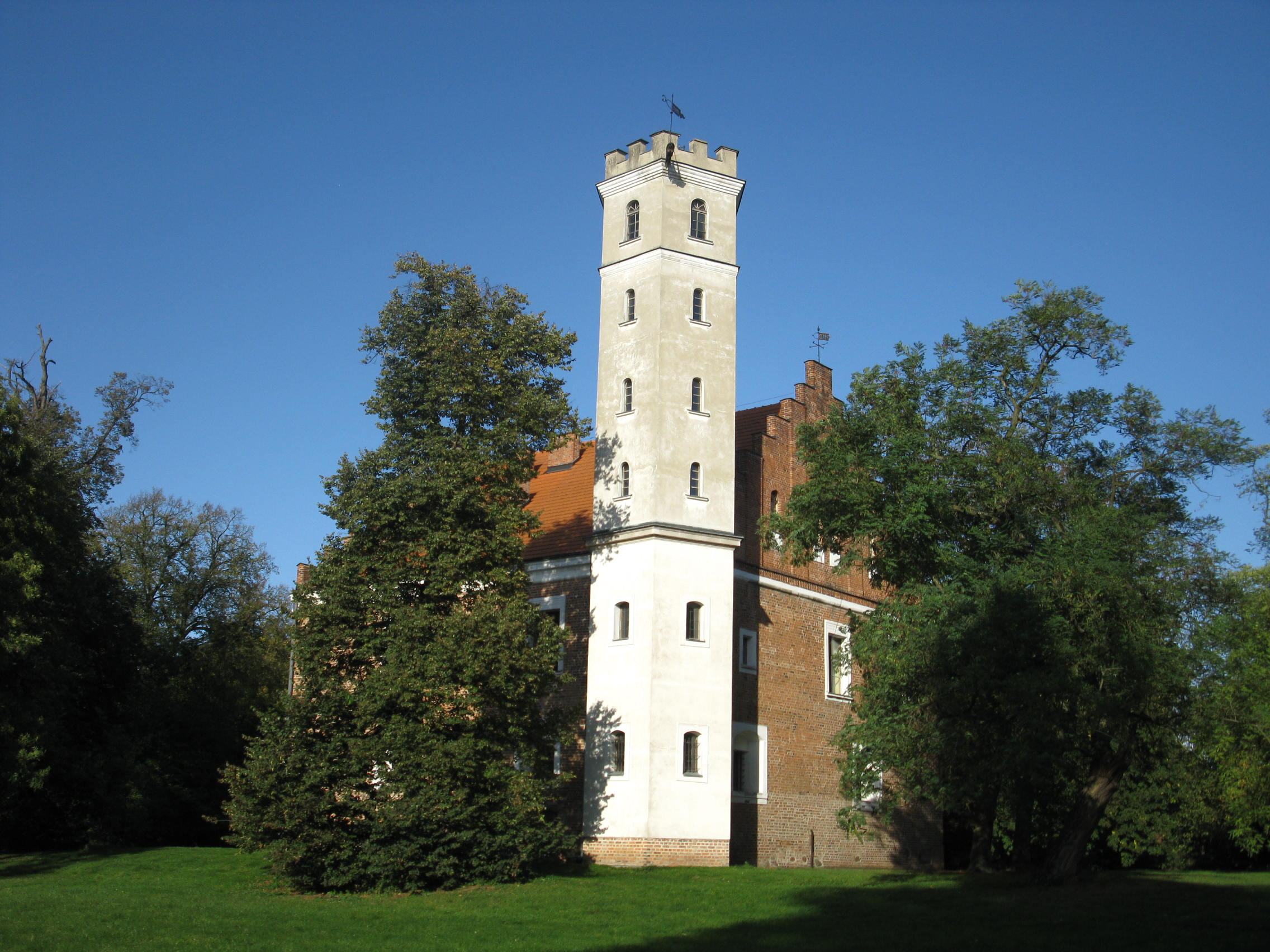
Fortalicja w Grocholinie

Fortalicja (łac. fortalicium) – ogólna nazwa niewielkiej budowli posiadającej cechy obronne, określanej także jako turris. Nazwa ta przyjęta jest również dla tzw. dworów na kopcu i często strażnic. Były to obiekty przeważnie drewniane i wielu przypadkach stanowiły formę przejściową pomiędzy wieżą mieszkalną a dworem obronnym. 
Wobec szerokiego stosowania tej nazwy przez kronikarzy średniowiecznych i późniejszych, mogą się pod nią kryć zarówno obiekty typu dwór na kopcu, dwór obronny (murowany), mały zamek, jak i rezydencje rycerskie typu motte.
Fortalicjami nazywano również występujące zwłaszcza na terenach wschodnich I Rzeczypospolitej, od drugiej połowy XVI w. do pierwszej połowy XVIII w., umocnione dwory szlacheckie i co bogatsze chutory kozackie. Wyglądały one zazwyczaj następująco: ściany dworu z grubych, drewnianych bali, drzwi mocne i nabijane gwoździami lub okuwane żelazem często w formie prostych, ludowych dekoracji, okna wąskie lub przegrodzone kratami. Budynek parterowy, długi, z wysokim dachem krytym słomą lub gontem. W ścianach często przebijano dodatkowe strzelnice. Przed wejściem do dworu – ganek z daszkiem wspartym na kolumienkach. Za drzwiami sień, po jednej stronie pokoje pańskie (świetlica, jadalnia, sypialnie), po drugiej pomieszczenia dla czeladzi. Obok dworu budynki gospodarskie: stajnia, stodoła, chlewik, obora; względnie połączenie tychże pod wspólnym dachem. Podwórze ze studnią, otoczone drewnianą palisadą lub mocnym płotem, czasem na niewielkim wale ziemnym. Przed palisadą często głęboki rów, a jeśli to możliwe – fosa. Brama wjazdowa często dodatkowo wzmacniana i wyposażona w znajdującą się powyżej czatownię, umożliwiającą wcześniejsze dostrzeżenie nieprzyjaciela i utrudniającą mu niespodziewane wdarcie się do wnętrza.